# Національне шосе 5 (Фінляндія)
Національне шосе 5 (фінською: Valtatie 5 або Viitostie, шведською: Riksväg 5) є головною дорогою, що сполучає Лусі на півдні країни з Соданкюля на півночі. Її довжина становить 905 кілометрів. Національна дорога 5 є частиною E63 між Вехмасмякі (Куопіо) і Соданкюля.

## Маршрут

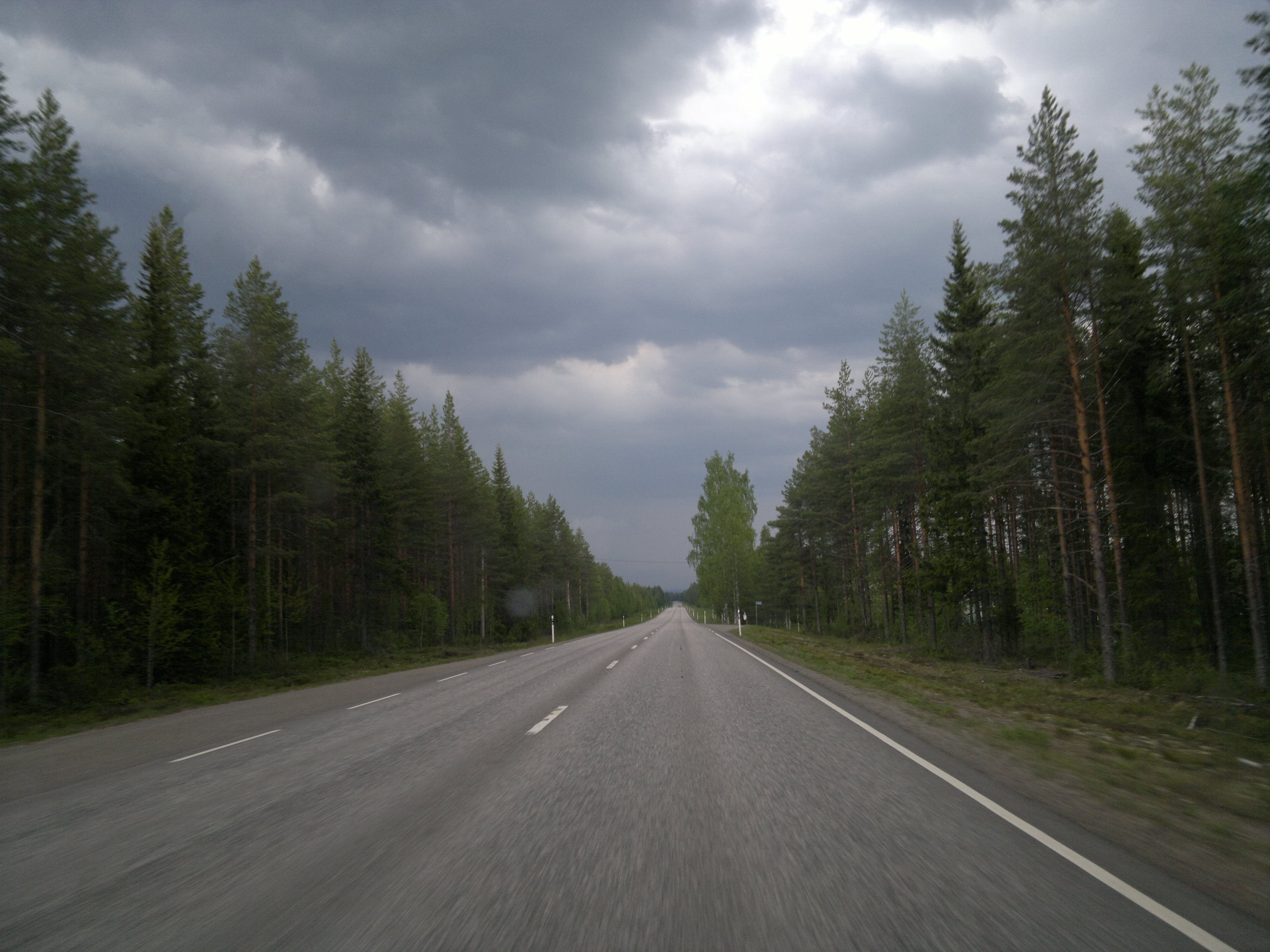
Національна дорога 5 у Палтамо в червні 2011 року

Дорога пролягає через такі муніципалітети: Гейнола – Пертунмаа – Мянтюгар'ю – Хірвенсалмі – Міккелі – Юва – Йоройнен – Варкаус – Леппявірта – Куопіо – Сіілінярві – Лапінлагті – Ійсалмі – Сонкаярві – Каяані – Палтамо – Ристіярві – Хюринсалмі – Суомуссалмі – Тайвалкоскі – Куусамо – Посіо – Салла – Кеміярві – Пелкосенніемі – Соданкюля.

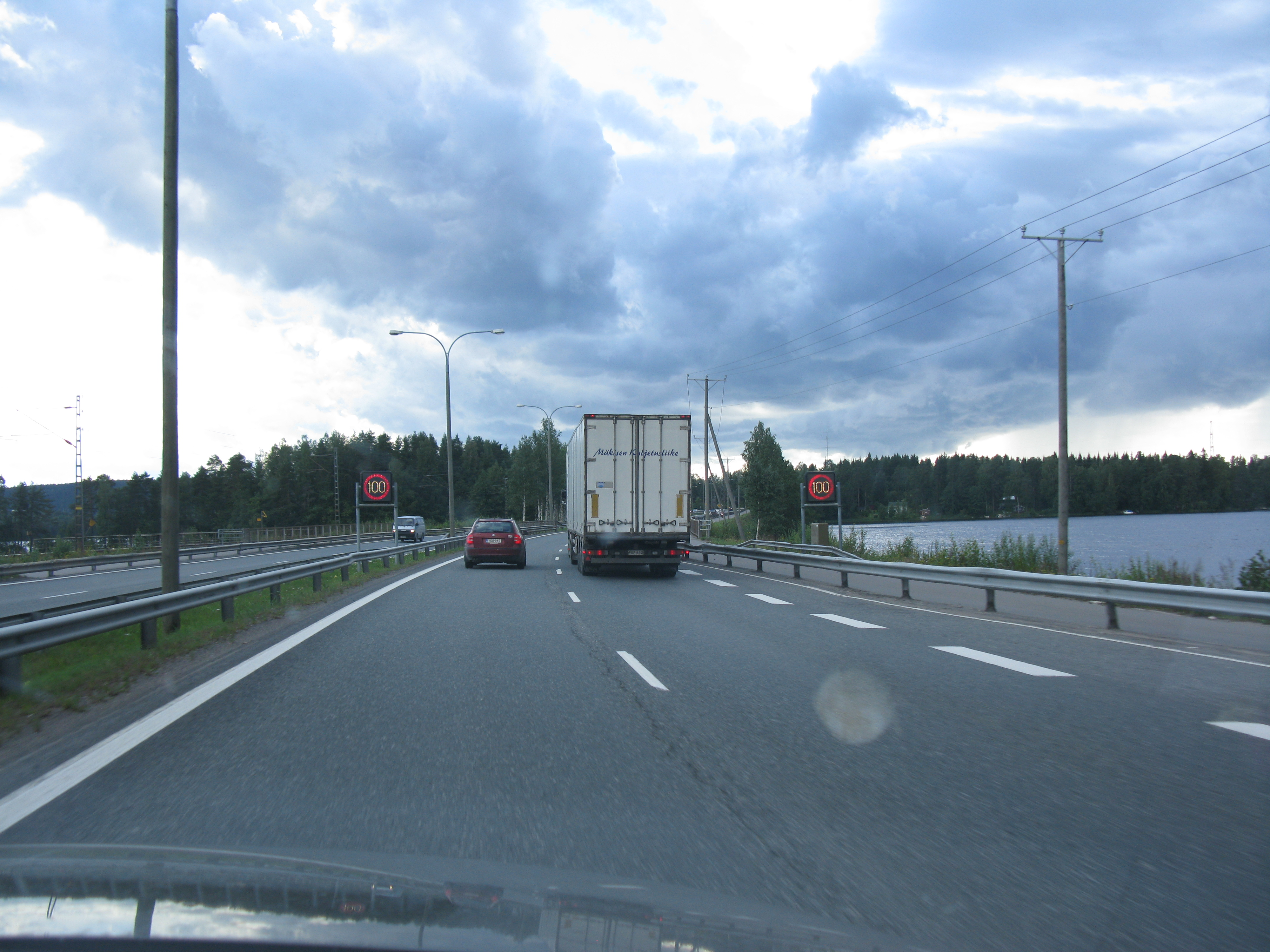
Рух на південь національною дорогою 5 біля Каллансіллата в Куопіо

## Згадка
- АЗС Куортті ABC є найпопулярнішою у Фінляндії з точки зору продажів; За даними кооперативу, у 2017 році його відвідало понад три мільйони клієнтів[2].
- Гурт Aavikko написав пісню про Національну дорогу 5 під назвою «Війтості».